# Aquarel voor viool en piano
Aquarel voor viool en piano is een compositie van Knudåge Riisager.
Aquarel is een van de werken, die bewaard is gebleven tijdens de schoonmaak die Riisager hield onder zijn jeugdwerken. Het is geschreven in een voor Riisager a-typische stijl. Dacapo heeft het over een haast improssionistisch werkje, refererend aan een aquarel, men vermoedt dat de componist nog aan het experimenteren was om een eigen stijl te vinden. Rissager zou pas veel later, midden jaren twintig les nemen in Parijs, onder andere bij Albert Roussel.  
Voordat het opgenomen kon worden moest het manuscript op orde gebracht worden.